# Goll mac Morna
Goll mac Morna (ou Goal mac Morn) était un membre des Fianna dans le cycle Fenian de la mythologie irlandaise. Il a notamment tué Cumhal le père de Finn Mac Cumaill. Ses relations avec Finn seront par la suite tumultueuses.
Initialement dénommé Áed ou Aedh mac Morna, il prit le nom de Goll (« borgne ») après avoir perdu un œil dans sa bataille contre Cumhal ou Luchet. Son père aurait été le Giant du peuple Fir Bolg.
Il trahit Finn à la bataille de Cath Gabhra pour combattre contre les Fianna aux côtés de l’Ard ri Érenn Cairbre Lifechair.